# Henry Fok
Henry Fok Ying Tung (chinesisch 霍英東 / 霍英东, Pinyin Huò Yīngdōng, Jyutping Fok3 Jing1dung1; * 10. Mai 1923 in Hongkong; † 28. Oktober 2006 in Peking) war ein chinesischer Unternehmer. Er war zeitweise Vizepräsident der Politischen Konsultativkonferenz des chinesischen Volkes und Präsident der Chinese General Chamber of Commerce in Hong Kong (Handelskammer).

## Leben
Henry Fok wurde in armen Verhältnissen in Hongkong geboren. Nach dem Zweiten Weltkrieg wurde Fok geschäftlich erfolgreich und gründete verschiedene Unternehmen. Er erzielte insbesondere hohe Gewinne zu Zeiten des Koreakrieges, indem er das UN-Embargo gegen die Volksrepublik China umging. Er hatte als Reeder begonnen und später in der Bau-, Immobilien-, Ölindustrie und als Casinobetreiber in Macau Geld verdient.
Fok war ab März 1993 Vizepräsident der Politischen Konsultativkonferenz des chinesischen Volkes. Er war Präsident der Chinese General Chamber of Commerce in Hongkong und Präsident der Hong Kong Football Association sowie Präsident der Real Estate Developers Association von Hongkong. Gemeinsam mit seinem Geschäftspartner Stanley Ho gehörten ihm bedeutende Spielcasinos in Hongkong und Macau. Nach Angaben des US-amerikanischen Forbes Magazine gehörte Fok 2005 zu den reichsten Chinesen und war in The World’s Billionaires gelistet.
1984 gründete er mit 1 Milliarde HK$ die Fok Ying Tung Foundation Ltd. Dank einer Spende dieser Stiftung konnte die Universität von Hongkong das Henry-Fok-Schwimmbad in Sandy Bay bauen.
Fok war in drei Ehen verheiratet und hatte dreizehn Kinder. Sein Sohn Thomas Fok wurde in den 1990er Jahren wegen Waffenschmuggels in die Vereinigten Staaten verurteilt. Sein Sohn Timothy Fok ist der derzeitige Präsident der Hong Kong Football Association. Fok verstarb an Krebs.